# 世界藝術日
世界藝術日（英語：World Art Day）是由國際藝術協會（IAA）宣布的國際美術慶祝活動，於每年4月15日舉行，旨在提高全世界對創作活動的認識。2019年聯合國教科文組織進一步宣布設立。

## 設立
在墨西哥瓜達拉哈拉舉行的國際藝術協會第17屆大會上，有人提議宣布4月15日為世界藝術日，首次慶祝活動將於2012年舉行。該提案由土耳其的貝德里·巴伊卡姆發起，墨西哥的羅莎·瑪麗亞·布里略·貝拉斯科（Rosa Maria Burillo Velasco）、法國的安妮·普尼（Anne Pourny） 、中國的劉大為、塞浦路斯的克里斯托斯·賽米歐尼德斯（Christos Symeonides）、瑞典的安德斯·利登（Anders Liden）、日本的入江觀、斯洛伐克的帕維爾·克拉爾（Pavel Kral）、毛里求斯的德夫·喬拉蒙（Dev Chooramun）和挪威的希爾德·羅恩斯科格（Hilde Rognskog）共同簽署。大會一致接受該決議草案。
訂在這一日期是為了紀念李奧納多·達文西的生日。達文西被選為世界和平、言論自由、寬容、兄弟情誼和多元文化的象徵，以及藝術對其他領域的重要性。

## 過去的慶祝活動
2012年4月15日的首個世界藝術日得到國際造型藝術協會所有國家委員會和150名藝術家的支持，其中包括法國、瑞典、斯洛伐克、南非、塞浦路斯和委內瑞拉的藝術家，但活動的初衷是普遍性的。活動內容豐富多彩，從博物館特別開放時間到會議等等。。例如，委內瑞拉舉辦了繪畫、雕塑、版畫、錄像等戶外藝術展，也為紀念達文西舉辦佛羅倫斯烹飪示範。
2013年，世界各地舉行了更多活動，包括南非姆邦貝拉市立藝術博物館。然而，瑞典文化部長莉娜·阿德爾松·莉葉羅斯在一個代表非洲黑人婦女的蛋糕上切割生殖器時，引起瑞典慶祝活動的爭議。這項行為藝術本意是反對切割生殖器，但許多人認為這項描述具有種族主義色彩。
世界藝術日也得到了網路的支持，特別是Google藝術與文化的支持。

## 外部連結
- 官方网站